# Андора на Светском првенству у атлетици на отвореном 2023.
Андора је на 19. Светском првенству у атлетици на отвореном 2023. одржаном у Будимпешти од 19. до 27. августа учествовала четрнаести пут. Репрезентацију Андоре представљао је један атлетичар који се такмичио у трци на трчању на  3.000 метара са препрекама ,.
На овом првенству представник Андоре није освојио ниједну медаљу, нити је оборен неки рекорд.

## Учесници
Мушкарци: 
- Науел Карабања — 3.000 метара препреке

## Резултати

### Мушкарци
| Атлетичар      | Дисциплина       | Лични рекорд | Квалификације | Квалификације | Полуфинале | Полуфинале | Финале               | Финале  | Детаљи |
| Атлетичар      | Дисциплина       | Лични рекорд | Резултат      | Место         | Резултат   | Место      | Резултат             | Место   | Детаљи |
| -------------- | ---------------- | ------------ | ------------- | ------------- | ---------- | ---------- | -------------------- | ------- | ------ |
| Науел Карабања | 3.000 м препреке | 8:23,83      | 8:27,05       | 7. у гр. 2    |            |            | Није се квалификовао | 23 / 37 |        |